# Alexandre Marie Léonor de Saint-Mauris de Montbarrey
Alexandre Marie Léonor de Saint-Mauris de Montbarrey, principe di Montbarrey (Besançon, 20 aprile 1732 – Costanza, 5 maggio 1796), è stato un politico e nobile francese.

## Biografia
Nato a Besançon il 20 aprile 1732, Alexandre Marie Léonor de Saint Mauris de Montbarrey apparteneva ad una nobile famiglia della Franca-Contea (Dole), nobilitata nel 1537 dall'imperatore Carlo V con i titol di principe e grande di Spagna , pagati 100.000 talleri al Sacro Romano Impero. Secondo una genealogia, rivelatasi poi un falso, vi erano legami fra la sua famiglia e i Saint-Moris-Salins, altra famiglia dell'antica nobiltà della regione.
Il principe di Saint-Mauris-Montbarrey era l'unico figlio del tenente generale Claude Francois Elenonor de Saint-Mauris, conte di Montbarrey (1694–1751) e di Marie Therese Eleanor du Maine du Bourg (1711–1732). Dopo essere entrato inizialmente nell'esercito, il principe di Montbarrey riuscì ad entrare alla corte di Luigi XVI dove fu protetto da una sua parente, madame de Maurepas, moglie del marchese di Maurepas, primo ministro di Luigi XVI. Attraverso l'intervento di suo marito, madame de Maurepas ottenne la nomina di Montbarrey a direttore di guerra (posizione  creata per lui, e senza un ruolo specifico) e a vice del conte di Saint-Germain, segretario di stato per la guerra. Alle dimissioni del conte di Saint Germain, sempre grazie all'influenza di madame de Maurepas, Montbarrey venne nominato segretario di stato per la guerra nel 1778.
Fu un personaggio opportunistico , sostanzialmente poco competente, di scarsa  moralità che impiegava più energia per i propri interessi e i propri vizi che per il proprio lavoro, in particolare con le proprie amanti Nel 1780, durante la guerra con l'America, venne costretto ad abbandonare il proprio incarico dopo le critiche mossegli da Necker sull'uso dei fondi destinati all'esercito e dopo lo scandalo sorto quando si seppe che buona parte delle nomine militari da lui attuate furono   stabilite in realtà dalla sua amante, madame Renard. Dopo le sue dimissioni forzate, si trasferì con la famiglia all'arsenale, nei pressi della Bastiglia, in un lussuoso appartamento assegnatogli dal re assieme ad una notevole pensione. Con la Rivoluzione, i mobili, la biblioteca, i dipinti e tutti gli oggetti d'arte che decoravano la sua residenza, vennero venduti a lord Chattam (figlio primogenito del primo ministro inglese William Pitt) che li portò con sé in Inghilterra.
Alla presa della Bastiglia, il principe di Montbarrey e sua moglie riuscirono a sfuggire al massacro della folla. All'inizio della Rivoluzione, si rifugiò a Ruffey, presso la nativa Besançon. Nel 1791 si trasferì con la moglie in Svizzera, a Neuchâtel e poi nei villaggi di Cressier e Landeron e nell'attraversare il confine vennero derubati del denaro e dei gioielli). Nel gennaio del 1795 si spostarono a Costanza dove Alexandre morì il 5 maggio 1796, in povertà. Alla sua morte, la vedova si trasferì a Dole, nella Franca Contea, sino alla propria morte, avvenuta nel 1819.
Il principe di Montbarrey scrisse le sue memorie autografe (pubblicate nel 1826) nelle quali descrisse  la sua genealogia, le sue relazioni, i suoi interessi personali, il proprio lavoro come ministro e la fortuna del matrimonio di sua figlia col principe di Nassau-Saarbrücken

## Matrimonio e figli
Il principe di Montbarrey sposò il 29 ottobre 1753 Parfaite Thais Françoise de Mailly-Nesle (1737 – 23 aprile 1819). Montbarrey e la moglie avevano scarsa affinità, ma ebbero due figli:
- François Marie Louis Stanislas (noto come principe di Saint-Mauris, 1756 – 1794), sposò il 25 novembre 1789 Genevieve Andrault de Langeron. Morì ghigliottinato durante la rivoluzione e senza discendenti, ma ebbe una lunga relazione con Louise Adrienne Cantagrelle dalla quale ebbe un figlio di nome François Maurice (1789-?)[13]
- Marie Françoise Maximilienne (1759-?), sposò il principe Enrico Luigi di Nassau-Saarbrücken (m. 1797); la coppia non ebbe figli. Alla sua morte, fu suo erede suo cugino, il duca di Avaray.

Il principe di Montbarrey ebbe una lunga relazione di otto anni (1767–1775) con Jeanne Catherine Delachaux (1748 – 1818) che era già moglie del pittore Francesco Giuseppe Casanova, fratello del famoso Giacomo Casanova. Grazie all'amante, questa riuscì a costruirsi una buona dote personale ed "in cambio", Francesco Casanova riconobbe come propri i due figli illegittimi che la moglie ebbe col principe di Montbarrey. Il matrimonio ad ogni modo durò poco, dato che il Casanova lasciò la moglie nel 1783.
Uno dei due figli illegittimi di Jeanne Catherine Delachaux e del principe di Montbarrey, era Alexandre Benoit Jean Dufay Casanova (1770 – 1844), che fu pittore come il patrigno ed ebbe quale insegnante Jacques-Louis David, trasferendosi in seguito in India presso la corte del re di Oudh dove divenne pittore di corte. Suo fratello emigrò all'estero con la Rivoluzione e si unì all'esercito dei principi prima di tornare a vivere a Parigi dove morì nel 1844.